# جندب الأزدي
جندب الأزدي أو جندب بن عبد الله ويقال جندب بن كعب، صحابي من غامد من الأزد، يلقب بجندب الخير، قاتل الساحر. من اصحاب علي بن أبي طالب وشهد معه معركة الجمل و معركة صفين وقيل انه قُتل فيها. وقيل انه شهد معركة النهروان  

## اسمه ونسبه
جُنْدَبُ بنُ كَعْب بن عَبد اللّه بن غَنْم بن جَزْء بن عامر بن مالك بن ذُهْل بن ثعلبة بن ظبيان بن غامد الأزدي ثم الغامدي. وهو أحد جنادب الأزد. وقيل جندب بن عبد الله، وقيل جندب بن زهير، وفرق بينهم أبو عبيد فقال: جندب الخير: هو جندب بن عبد الله بن ضبة، وجندب بن كعب: هو قاتل الساحر، وجندب بن عفيف، وجندب بن زهير قتل بصفين، وكان على الرجالة، فالأربعة من الأزد.

## بعض أخباره في السير
قال ابن حبان جندب بن كعب الأزدي له صحبة، وقال أبو حاتم جندب بن كعب قاتل الساحر، ويقال جندب بن زهير فجعلهما واحدًا وقال بن سعد عن هشام بن الكلبي حدثنا لوط بن يحيى قال «كتب النبي ﷺ إلى أبي ظبيان الأزدي بن غامد يدعوه ويدعو قومه فأجاب في نفر من قومه منهم محنف وعبد الله وزهير بنو سليم وعبد شمس بن عفيف بن زهير هؤلاء قدموا عليه بمكة وقدم عليه بالمدينة جندب بن زهير وجندب بن كعب والحجر بن المرقع ثم قدم بعد مع الأربعين الحكم بن مغفل»، وروى االبخاري في تاريخه.

### قتله للساحر
كان الوليد بن عقبة أميرًا بالعراق، وكان بين يديه ساحر يلعب، فكان يضرب رأس الرجل ثم يصيح به فيقوم خارجًا فيرتد فيه رأسه، فيقول الناس: سبحان الله يحيي الموتى، ويدخل في فم ناقة ثم يخرج من حيائها، فأخذ جندب سيفًا من صيقل واشتمل عليه، وجاء إلى الساحر فضربه ضربة فقتله، وقال: «إن كان صادقًا فليحي نفسه، ﴿أَفَتَأْتُونَ السِّحْرَ وَأَنتُمْ تُبْصِرُونَ﴾»، فأمر به الوليد فسُجن، وكان صاحب السجن يسمى دينارًا، فأعجبه ما فعله، فقال له: «انطلق لا يسألني الله عنك أبدًا»، وقيل أن اسم الساحر المذكور بستاني وفي الاستيعاب أبو بستان، وفي الاستيعاب من وجه آخر أن ابن أخي جندب ضرب السجان وأخرج عمه من السجن وقال في ذلك:
وروى الترمذي من طريق الحسن عن جندب بن كعب قال حد الساحر ضربه بالسيف، ورجّح أنه موقوف.

## روايته للحديث
- روى عن النبي، وعن علي بن أبي طالب، وسلمان الفارسي.
- حدث عنه: أبو عثمان النهدي، والحسن البصري، وتميم بن الحارث، وحارثة بن وهب.[1]